# Vassena
Vassena è una frazione del comune italiano di Oliveto Lario.
Al censimento del 21 ottobre 2001 contava 317 abitanti.

## Geografia fisica
Il centro abitato è sito a 208 m sul livello del mare.

## Origini del nome
Il toponimo sarebbe da legare a Volsinia, rivelando così un'origine etrusca.

## Storia
Vassena costituì un comune autonomo fino al 1927; in tale data venne fuso con i comuni di Limonta e di Onno, formando il nuovo comune di Oliveto Lario.

## Infrastrutture e trasporti

### Ferrovie
Vassena non è servita da alcuna linea ferroviaria; la stazione più vicina è quella di Olcio, che dista circa 2 km, sulla sponda Lecchese, posta sulla linea secondaria Lecco-Sondrio. Il paese avrebbe dovuto essere collegato dalla Asso-Bellagio un prolungamento della Milano-Asso gestita delle FNM, che fu più volte progettata ma mai realizzata.